# Koenraad Kuiper
Koenraad „Koen“ Kuiper (* 27. Februar 1888 in Haarlem; † 27. Juli 1971 in Ermelo) war ein niederländischer Zoodirektor und Lehrer.

## Leben
Kuiper war der Sohn von Koenraad Kuiper senior (1854–1922) und Johanna Margaretha Tjeenk Willink (1857–1938). Sein Vater war ein bekannter Professor für griechische Literatur, Sprache und Archäologie. Sein älterer Bruder Wolter Everard Johan Kuiper (1883–1958) war Hochschullehrer für Griechische Geschichte an der Universiteit van Amsterdam.
Nach dem Abschluss der Volksschule in Haarlem wechselte Kuiper an das Barlaeus-Gymnasium in Amsterdam, wo er sein Abitur ablegte. Es folgte ein Zoologie- und Botanikstudium an der Universiteit van Amsterdam, wo er im Februar 1913 mit der Dissertation De functie van den zwemblaas bij eenige van onze zoetwatervisschen zum Doktor promoviert wurde. Im Dezember desselben Jahres heiratete er Cornelia de Jongh (Corry Kuiper-de Jongh), mit der er vier Kinder hatte.
Da ihm anschließend wegen einer Sehstörung (er war auf einem Auge blind) eine Dozententätigkeit an der Niederländisch-Indischen Ärzteschule in Surabaya verwehrt blieb, nahm Kuiper zwischen 1913 und 1915 Lehrtätigkeiten in Zaandam und Amsterdam an. Von 1915 bis 1921 arbeitete er als Fischereiberater bei der Fischerei-Inspektion, wo er zwischen 1918 und 1920 auch den privaten Versuchsgarten bei Meppel leitete. In dieser Zeit erschienen einige Artikel von ihm in der Zeitschrift Genetica.
1921 wurde er Assistent von Johann Büttikofer in der Direktion des Zoos Rotterdam (heute Diergaarde Blijdorp). 1924 übernahm er den Direktorenposten. Kuiper vertrat die Ansicht, dass die im 19. Jahrhundert gegründete Tiergartenstiftung umzubilden sei und dass der Zoo nicht nur ein Vergnügungspark für die Elite repräsentieren soll, sondern ein kultureller Ort für die gesamte Bevölkerung werden müsse. Als sich 1937 die finanzielle Situation des Zoos verschlechterte, wurde der alte Verein aufgelöst. 
1938 wurde der Architekt Sybold van Ravesteyn (1889–1983) beauftragt, den Entwurf für einen neuen Tierparkbau an einem neuen Standort in Blijdorp zu erstellen. Diese denkmalgeschützten Anlagen wurden zwischen 1939 und 1941 errichtet. Während der Bombardierung von Rotterdam 1940 wurde der alte Zoo zerstört, noch bevor die neuen Anlagen fertiggestellt waren. Viele Tiere fanden den Tod oder flüchteten in den Ort. Neun Tiger, sechs Löwen, vier Panther, drei Jaguare und ein Puma wurden nach reiflicher Überlegung der Tierparkleitung erschossen. Im Dezember 1940 wurde der nördliche Teil des Diergaarde Blijdorp eröffnet. Im April 1941 wurde Kuipers Ziel verwirklicht, den gesamten Zoo für das Publikum zu öffnen und nicht nur für die Mitglieder der Stiftung. Von 1943 bis 1945 wurden Kuiper und seine Assistentin Agatha Gijzen von der deutschen Besatzungsmacht wegen ihrer politischen Überzeugung vom Dienst suspendiert. Unter anderem wandte er sich aktiv gegen das Anbringen von Verbotsschildern für Juden und seine Familie nahm regelmäßig Untergetauchte auf. Nach Kriegsende kehrte er als Direktor zurück, legte aber 1947 sein Amt nieder, da seine Ansichten und die der Stichting Volkskracht zu weit auseinandergingen. Dem Beirat blieb er jedoch verbunden.
1935 war Kuiper Gründungsmitglied des Internationalen Verbandes von Direktoren Zoologischer Gärten in Basel. Im September 1946 fand unter seiner Leitung die Neugründung der International Union of Directors of Zoological Gardens in Rotterdam (heute World Association of Zoos and Aquariums) statt, an der sieben europäische Zoodirektoren aus alliierten und neutralen Ländern teilnahmen. Von 1947 bis 1962 war er Sekretär im biologischen Rat der Koninklijke Akademie van Wetenschappen. Nach seinem Rücktritt als Zoodirektor arbeitete Kuiper einige Jahre als Lehrer in Breda, Veenendaal und Amsterdam.
2019 wurde im Diergaarde Blijdorp eine Gedenktafel für Koen Kuiper angebracht.